# Oncaea serrulata
Oncaea serrulata is een eenoogkreeftjessoort uit de familie van de Oncaeidae. De wetenschappelijke naam van de soort is voor het eerst geldig gepubliceerd in 2011 door Böttger-Schnack.